# Noemia stevensii
Noemia stevensii là một loài bọ cánh cứng trong họ Cerambycidae.